# Lankhor
Lankhor – francuska wytwórnia gier komputerowych, założona w 1987 roku po fuzji dwóch spółek: Langlois (od nazwy rodzeństwa deweloperów Jean-Luca i Béatrice Langlois) i Kyilkhor Créations (przedsięwzięcia Bruno Gouriera).

## Historia
Lankhor zdobył rozgłos produkcjami takimi jak gra zręcznościowa Wanderer (1987) rodzeństwa Langlois oraz przede wszystkim przygodowe Le Manoir de Mortevielle (1987) i Maupiti Island (1990). Mortevielle autorstwa Gouriera i Bernarda Grélauda wprawdzie ukazała się po raz pierwszy w 1986 roku na platformie Sinclair QL, jednak w odświeżonej wersji Lankhoru (z nową planszą tytułową i syntezatorem mowy) odniosła znaczący sukces komercyjny, powtórzony przez Maupiti Island. Obie gry – utrzymane w tonacji kina noir – pozwalały sterować prywatnym detektywem Jerôme’em Lange’em, który rozwiązywał sprawy tajemniczych morderstw. Nie narzucały przy tym graczowi metody prowadzenia śledztw; co więcej, przesłuchiwani podejrzani również swobodnie przemieszczali się po światach wirtualnych. Prestiżowym osiągnięciem Lankhoru była także gra wyścigowa Vroom (1991), symulująca zmagania podczas Formuły 1. Mortevielle, Maupiti Island i Vroom były nagradzane statuetkami Tilt d’Or, przyznawanymi przez branżowe czasopismo „Tilt”.
W Lankhorze swoje gry publikowali też między innymi Jean-Claude Lebon i Jean-Pierre Godey, znani z dyptyku horrorów La Secte noire (1990) i La Crypte des maudits (1991). Remake tej pierwszej gry (pod międzynarodowym tytułem Black Sect, 1993) okazał się jednak klęską komercyjną Lankhoru i zachwiał finansowo przedsiębiorstwem. Anulowaniu uległa wówczas produkcja gry Soukiya, planowanej kontynuacji Maupiti Island. Lankhor próbował utrzymać się na rynku, tworząc gry wyścigowe na zlecenie innych przedsiębiorstw. W 2001 roku spółka została rozwiązana; jednym z jej „pośmiertnych” dokonań była wydana w 2002 roku przez Microïds symulacja ekonomiczna Ski Park Manager, w Polsce wydana z podtytułem Zbuduj swoje Zakopane.
W 1998 roku Lankhor został uhonorowany przez czasopismo „Génération 4” nagrodą 4 d’Or dla najlepszej francuskiej wytwórni komputerowej roku.